# Base Station Controller
In telecomunicazioni il BSC (Base Station Controller) è il network-element principale della rete cellulare GSM e rappresenta il "cervello" della rete stessa in quanto governa tutti gli aspetti del protocollo GSM, gestendo la comunicazione tra interfaccia radio di accesso e rete fissa cablata di trasporto.

## Descrizione

### Interfacce con gli altri network-element
Il BSC di fatto fa da ponte tra il Mobile Switching Center (MSC, end-point della rete telefonica fissa rispetto alla rete GSM) e la stazione radio base o (BTS, elemento della rete cellulare che si occupa della trasmissione radio del segnale GSM). Tipicamente un BSC controlla un gruppo di BTS in un livello di gerarchia intermedio tra le BTS e l'MSC favorendo così una migliore gestione dell'handover e del roaming ovvero migliorando la scalabilità del sistema.
I collegamenti tra BSC ed MSC/BTS sono generalmente realizzati tramite cavi dedicati, ma nello standard GSM è prevista anche la possibilità di gestirli tramite ponti radio satellitari (per quanto riguarda il collegamento BSC-BTS) o su reti IP (per quanto riguarda l'MSC).

### Compiti del BSC
Fra i vari compiti svolti dal BSC i più importanti sono:
- Gestione di tutti i parametri di configurazione della rete e dei suoi allarmi.
- Interfaccia tra MSC e BTS.
- Implementazione dello stack dei protocolli di livello 3 dello standard GSM tra cui la gestione del setup della chiamata e di tutte le procedure di riallocazione ad esse legate tra cui gli handover.
- Gestione e allocazione delle risorse aria (canali radio) e terrestri (canali su cavo).
- Raccolta dei dati relativi alle performance della rete.